# Кучеров Ілля Семенович
Кучеров Ілля Семенович (нар. 17 лютого 1925, с. Нагорне, Ростовська область, РСФРР, СРСР) — фізіолог, доктор біологічних наук (1970), професор (1975), автор підручників та посібників для студентів педагогічних навчальних закладів. Учасник Другої світової війни.

## Біографічні дані
У 1949 закінчив Київський ветеринарний інститут.
- З 1950 по 1954 працював у Київському університеті;
- з 1954 по 1957 працював у Українській сільсько-господарській академії у Києві;
- з 1957 по 1973 працював Київському інституті фізичної культури і спорту;
- з 1973 працює у Національному педагогічному університеті у Києві; очолює «школу хронобіологів»[3]
- з 1976 по 1994 — завідувач, а від 1994 — професор кафедри анатомії, фізіології та шкільної гігієни;
- з 2008 — завідувач лабораторії когнітивної педагогіки нейробіології при кафедрі.

Проводив наукові дослідження з проблем хронобіології, фізіології людини, фізіології спорту, управління здоров'ям учнів.
Був одним з рецензентів книги Неведомської Є. О. й Маруненко І. М. «Фізіологія людини: навч.-метод. посіб. з питань проведення практичних і самостійних робіт».